# 竜王スキーパーク
竜王スキーパーク（りゅうおうスキーパーク）は、長野県下高井郡山ノ内町夜間瀬 北志賀高原最大規模のスキー場。
このスキー場は竜王山北西山腹に位置する。スキー場内には竜王温泉があり、25軒の宿泊組合がある。隣には高井富士、焼額山、小丸山、五輪山がある。奥志賀高原からの山岳スキーのコースでもある。
元は竜王スキー場と呼称されていた。スキー客の減少、バブル崩壊期における過大な設備投資によりスキー場経営は行き詰まり、閉鎖に追い込まれるスキー場が多い中、当地は民事再生法手続きをとって復活した。

## 歴史
- 1961年（昭和36年）：竜王開発 発足 索道事業開始（前年の冬の国体に誘発された地元民の出資による）
- 1989年（平成元年）：売上12億、累積負債25億
- 1990年（平成2年）：地域総合整備財団からも融資をうけ、竜王温泉掘削、レストラン、リフト、ロープェイなど再整備、70億円規模の投資を実施（共栄会・国土による五輪山開発に触発）
- 1991年（平成3年）：湯沢高原ロープウェイと並ぶ166人乗り巨大ロープウェイ（竜王ロープウェイ）を設置
- 1992年（平成4年）：負債総額92億
- 1994年（平成6年）：売上17億でピーク
- 2004年（平成16年）：売上6億に減少
- 2005年（平成17年）7月21日：竜王観光株式会社 民事再生法申請、負債を一掃し営業を継続、野村ホールディングス系投資会社ユニファイド・パートナーズが出資（北陸新幹線長野駅以北開通時の志賀高原エリアの玄関口として地理的に注目）
- 2009年（平成21年）：日本スキー場開発（日本駐車場開発の子会社）が竜王観光株式会社を買収。
- 2010年（平成22年）：竜王観光株式会社を株式会社北志賀竜王に商号変更。

## ゲレンデ
リフト 13基（最大期は17基）

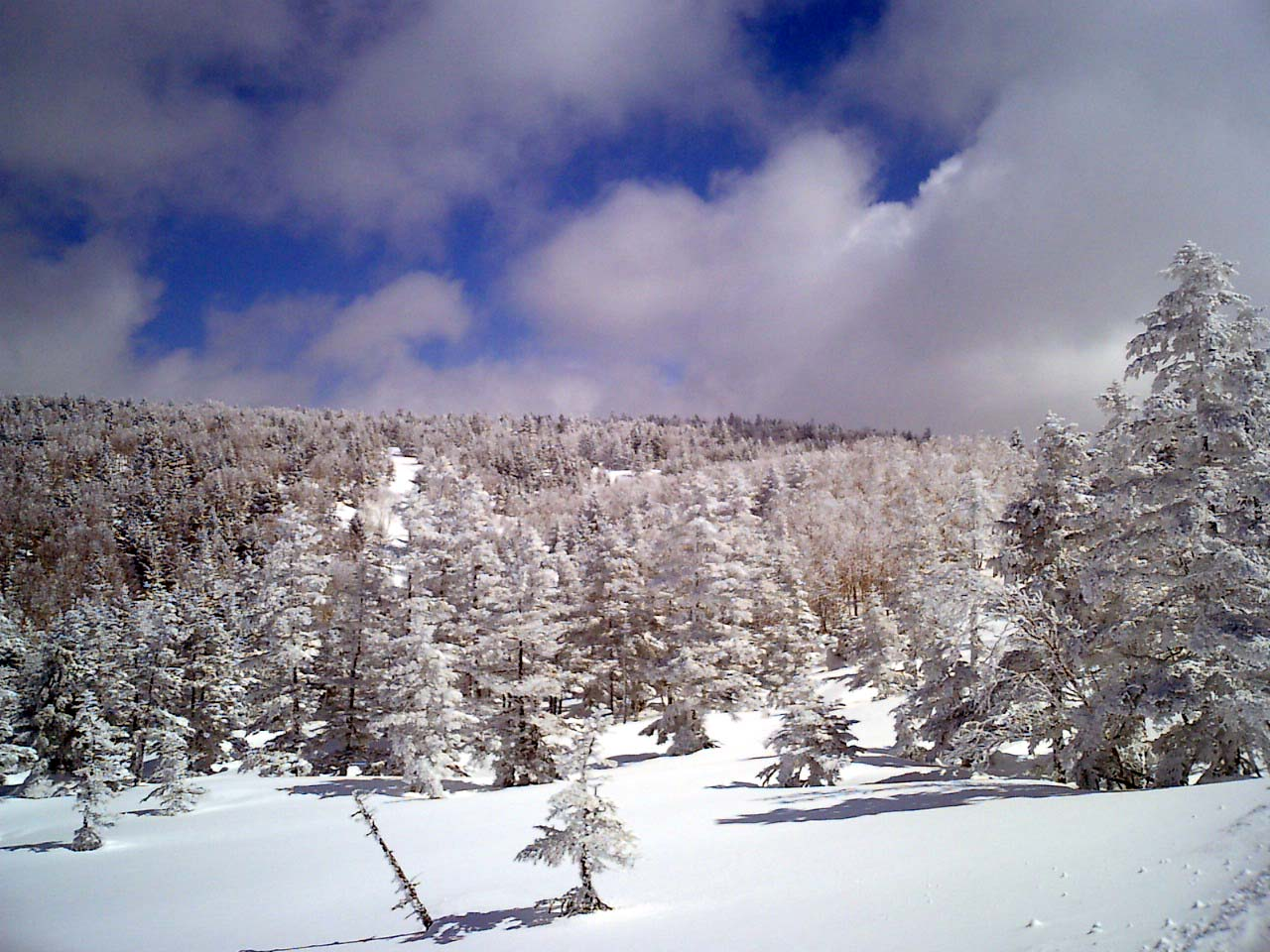
山頂エリア

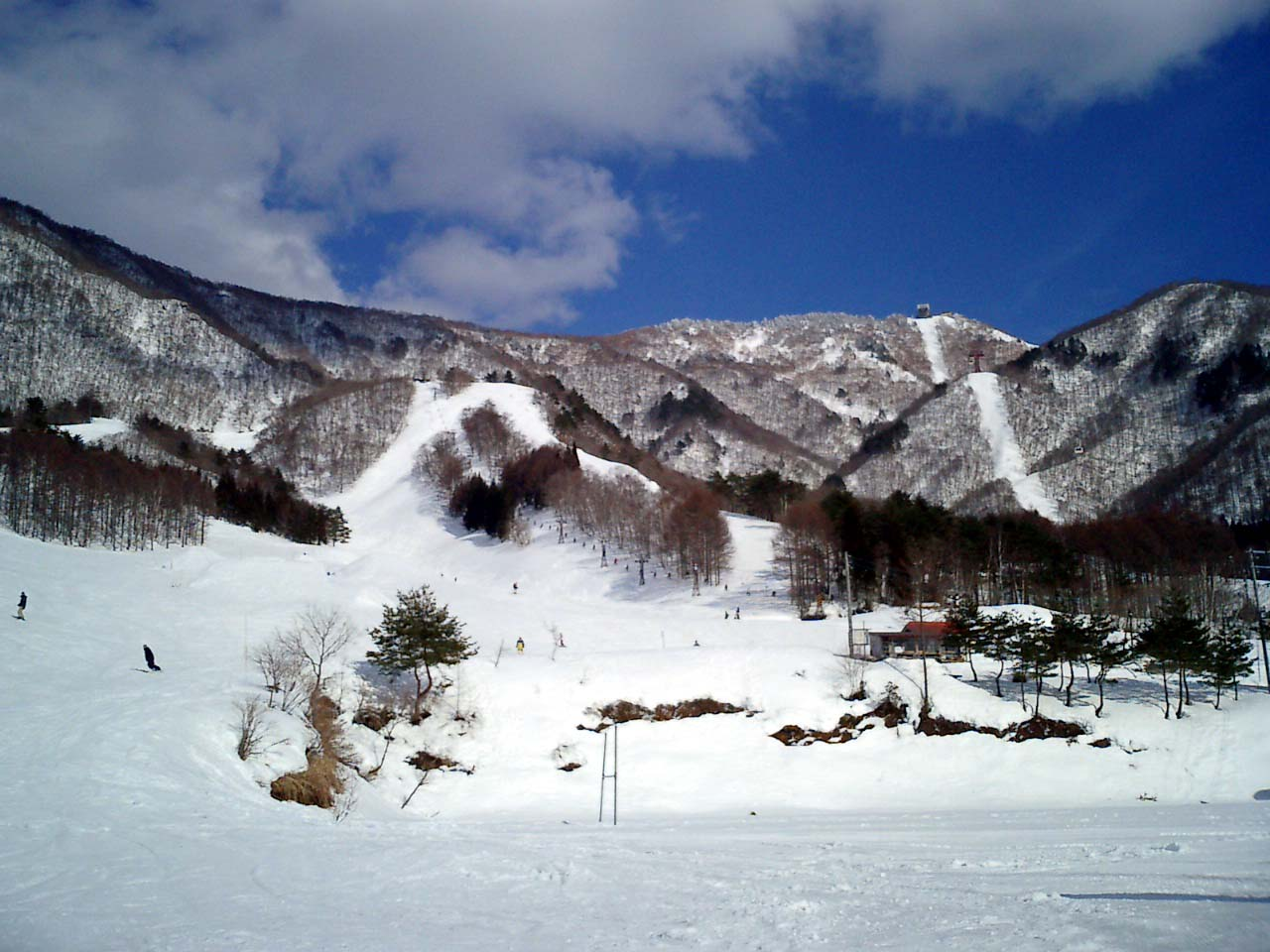
山麓エリア

竜王山を標高別に3つのエリアにわけると次の特徴を持つ
- 山頂エリア（スカイランドエリア）は写真のとおり眺望がよいうえ、樹氷などもみられる。1,930mと標高が高いためパウダースノーである。初級者コースが中心となる。五輪山連結ゲレンデスキー場は幻に終わった。
  - スカイランドA … 展望の良い林間コース
  - スカイランドB … スカイランド第1クワッドエリアの途中で左方に分岐するパノラマコース
  - スカイランドC … スカイランド第1クワッドエリアの途中で左方に分岐するパノラマコース
  - スカイランドD … 2010シーズン以降休止。
- 中腹エリアは2つの木落としコースが上級者向けである。コース幅もあまりないうえ延々と急斜面が続くため、初中級者はロープウェイでくだることもできる
  - 木落としa … ロープウェイ開業当初に創設されたコース。木落としbを直進し尾根づたいに降りるコースであった。現在は立ち入り禁止である。過去に雪崩死亡事故が発生している。
  - 木落としb … レストランシャルム横から2段階に急勾配する上級コース。32~36度の未圧雪急斜面で、滑走路はうねりや凹凸が連続する。後半はハーフパイプ状になっている。終盤に30度の壁を下りると出口が見える。
  - 木落としc … ロープウェイ駅裏に展開する木落とし迂回コース。bより斜度は緩いが、滑走路が相当狭い。最終的に木落としbに合流する。
  - 木落としd … 竜王ツアー越えコース開設以前、バレー第7（現在は閉鎖）に通じるルートがあったという。
  - 木落としe … 2012/2013シーズンに開設したツリーランコース。超上級斜面。
- 山麓エリア（バレーエリア）は初級、中級、上級コースが配置されている。周りを山に囲まれているため、強風による運行中止、凍傷などの寒さに遭うことが無い。
  - バレー第1 … ホテル前ゲレンデ。混みあっている。
  - バレー第2 … 中級ゲレンデ。リフト沿いにモーグルコースがある。貸切ポールバーンが左側にある。
  - バレー第3 … バレー第1ゲレンデの隣にある初級コース。混みあっている。
  - バレー第4 … ロープウェイ始発駅に連絡する。
  - バレー第5 … 特定日のみの営業になっている上級ゲレンデ。距離はさほどではない。荒れており、不規則なコブが滑走路を圧迫する。
  - バレー第6 … ゲレンデ右方のワイドな緩斜面の中盤に位置する。
  - バレー第7 … バレー第10の上方の急斜面。現在は公認コースではない。
  - バレー第8 … ゲレンデ右方のワイドな緩斜面の下部に位置する。
  - バレー第9 … 同上
  - バレー第10 … ゲレンデ右方のワイドな緩斜面の上部に位置する。

## ロープウェイ
バレーエリアとスカイランドエリアを結ぶ166人（166+ガイド1）乗りロープウエイ、べセルがある。

## 交通アクセス
- 上信越自動車道 信州中野IC、国道292号 国道403号